# Tổng giáo phận Daegu
Tổng giáo phận Daegu (tên trước đây là Taiku/Taegu) (tiếng Hàn Quốc: 천주교 대구대교구; tiếng Latinh: Archidioecesis Taeguensis) là một tổng giáo phận của Giáo hội Công giáo Rôma ở Hàn Quốc. Tổng giám mục Daegu, người có ngai tòa tại Nhà thờ chính tòa Kyesan ở Daegu, là Trưởng giáo tỉnh của các giáo phận Andong, Cheongju, Masan và Busan.
Tổng giáo phận là giáo phận lâu đời nhất tại Triều Tiên, ban đầu được thành lập dưới dạng một Hạt Đại diện Tông tòa vào ngày 8/4/1911, tách ra từ Hạt Đại diện Tông tòa Triều Tiên. Hạt Đại diện Tông tòa được nâng cấp thành một tổng giáo phận vào ngày 10/3/1962.

## Thống kê
Đến năm 2021, tổng giáo phận có 511.901 giáo dân trên dân số tổng cộng 4.433.870, chiếm 11,5%.
| Năm  | Dân số   | Dân số    | Dân số | Linh mục      | Linh mục       | Linh mục      | Linh mục                | Phó tế | Tu sĩ     | Tu sĩ    | Giáo xứ |
| Năm  | giáo dân | tổng cộng | %      | linh mục đoàn | linh mục triều | linh mục dòng | tỉ lệ giáo dân/linh mục | Phó tế | nam tu sĩ | nữ tu sĩ | Giáo xứ |
| ---- | -------- | --------- | ------ | ------------- | -------------- | ------------- | ----------------------- | ------ | --------- | -------- | ------- |
| 1949 | 30.243   | 6.290.000 | 0,5    | 37            | 37             |               | 817                     |        |           | 35       | 34      |
| 1970 | 77.891   | 3.148.954 | 2,5    | 126           | 98             | 28            | 618                     |        | 75        | 410      | 45      |
| 1980 | 126.553  | 3.443.173 | 3,7    | 119           | 88             | 31            | 1.063                   |        | 82        | 573      | 62      |
| 1990 | 245.024  | 4.142.489 | 5,9    | 152           | 120            | 32            | 1.612                   |        | 98        | 702      | 84      |
| 1999 | 342.263  | 4.397.791 | 7,8    | 249           | 213            | 36            | 1.374                   |        | 115       | 958      | 114     |
| 2000 | 359.964  | 4.439.003 | 8,1    | 257           | 222            | 35            | 1.400                   |        | 110       | 958      | 114     |
| 2001 | 371.532  | 4.467.057 | 8,3    | 274           | 239            | 35            | 1.355                   |        | 134       | 943      | 117     |
| 2002 | 382.361  | 4.474.349 | 8,5    | 283           | 249            | 34            | 1.351                   |        | 95        | 954      | 118     |
| 2003 | 391.607  | 4.470.061 | 8,8    | 311           | 277            | 34            | 1.259                   |        | 114       | 955      | 132     |
| 2004 | 402.958  | 4.466.810 | 9,0    | 315           | 282            | 33            | 1.279                   |        | 98        | 950      | 140     |
| 2006 | 419.299  | 4.466.166 | 9,4    | 353           | 315            | 38            | 1.187                   |        | 107       | 1.035    | 146     |
| 2013 | 471.571  | 4.523.733 | 10,4   | 429           | 382            | 47            | 1.099                   |        | 108       | 1.275    | 159     |
| 2016 | 491.921  | 4.533.397 | 10,9   | 449           | 410            | 39            | 1.095                   |        | 119       | 1.039    | 161     |
| 2019 | 507.833  | 4.503.504 | 11,3   | 489           | 444            | 45            | 1.038                   |        | 124       | 1.024    | 162     |
| 2021 | 511.901  | 4.433.870 | 11,5   | 518           | 476            | 42            | 988                     |        | 118       | 1.069    | 164     |

## Lãnh đạo qua từng thời kì

### Đại diện Tông tòa Taiku
- Florian-Jean-Baptiste Démange (1911–1938)
- Jean-Germain Mousset, M.E.P. (1938–1942)
- Irênê Kyubei Hayasaka (1942–1946)
- Phaolô Chu Jae-yong (1946–1948)
- Phaolô Roh Ki-nam (1948; Giám quản Tông tòa)
- Gioan Baotixita Choi Deok-hong (1948–1954)
- Gioan Baotixita Sye Bong-kil (1955–1962)

#### Tổng giám mục Daegu
- Gioan Baotixita Sye Bong-kil (1962–1986)
- Phaolô Ri Moun-hi (1986–2007)
- Gioan Choi Young-su (2007–2009)
- Tađêô Cho Hwan-Kil (2010–present)

### Giám mục phó
- Phaolô Ri Moun-hi (1985–1986)
- Gioan Choi Young-su (2006–2007)

### Giám mục phụ tá
- Phaolô Ri Moun-hi (1972–1985)
- Alexanđê Sye Cheong-duk (1994–2001)
- Gioan Choi Young-su (2000–2006)
- Tađêô Cho Hwan-gil (2007–2010)
- Gioan Bosco Chang Shin-ho (2016–nay)[2]